# Mykoła Wozdwyżenski
Mykoła Mykołajowycz Wozdwyżenski (ukr. Микола Миколайович Воздвиженський, ros. Николай Николаевич Воздвиженский, ur. 15 kwietnia?/28 kwietnia 1915 w Jekaterynosławiu (obecnie Dniepr), zm. 9 listopada 1989 we Lwowie) – radziecki lotnik wojskowy, major, Bohater Związku Radzieckiego (1945).

## Życiorys
Urodził się w ukraińskiej rodzinie chłopskiej. Skończył niepełną szkołę średnią i szkołę fabryczno-zawodową, uczył się też w szkole pilotów lotnictwa cywilnego. Od 1939 służył w Armii Czerwonej, od 1940 uczył się w Czkałowskiej Wojskowej Szkole Lotniczej i po jej ukończeniu został instruktorem, od 1942 uczestniczył w wojnie z Niemcami, był m.in. zastępcą dowódcy eskadry 62 pułku lotnictwa szturmowego 233 Dywizji Lotnictwa Szturmowego 4 Armii Powietrznej Frontu Zachodniego i 2 Frontu Białoruskiego w stopniu starszego porucznika. Atakował z powietrza cele w walkach na terytorium obwodu orłowskiego i smoleńskiego, na Białorusi, w Polsce, Prusach Wschodnich i w Niemczech. Do początku 1945 wykonał samolotem Ił-2 110 lotów bojowych, niszcząc siłę żywą i technikę wojskową wroga. Po wojnie kontynuował służbę w lotnictwie, w 1950 ukończył wyższe kursy oficerskie, w 1956 został zwolniony do rezerwy w stopniu majora, później pracował w fabryce. Mieszkał we Lwowie, gdzie zmarł i został pochowany na Cmentarzu Łyczakowskim.

## Odznaczenia
- Złota Gwiazda Bohatera Związku Radzieckiego (23 lutego 1945)
- Order Lenina
- Order Czerwonego Sztandaru (trzykrotnie)
- Order Aleksandra Newskiego
- Order Wojny Ojczyźnianej I klasy (dwukrotnie)
- Order Czerwonej Gwiazdy (dwukrotnie)
- Medal „Za zasługi bojowe”
- Medal „Za zwycięstwo nad Niemcami w Wielkiej Wojnie Ojczyźnianej 1941–1945”
- Medal „Za zdobycie Królewca”
- Medal „Weteran pracy”
- Medal za Odrę, Nysę, Bałtyk (Polska Ludowa)

I zagraniczny order.